# Římskokatolická farnost Blučina

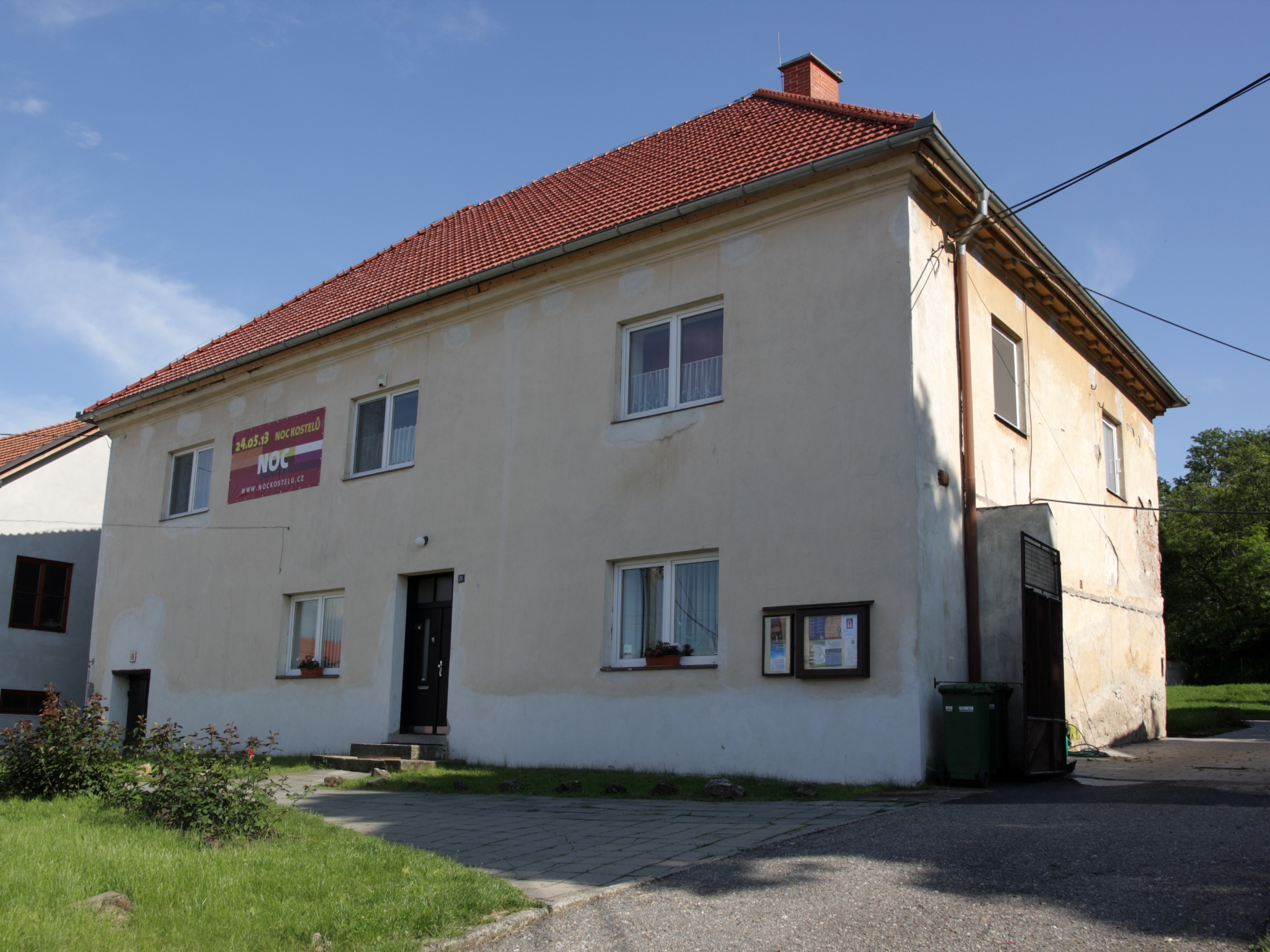
budova fary

Římskokatolická farnost Blučina je územní společenství římských katolíků v obci Blučina v děkanství šlapanickém s farním kostelem Nanebevzetí Panny Marie.

## Historie farnosti
První spolehlivá historická písemná zmínka o Blučině pochází ze 7. prosince 1240, kdy vydal král Václav I. pro tišnovský klášter ochranné privilegium, jenž dosvědčil také Johannes plebanus de Luschin, tedy Jan, plebán neboli farář z Blučiny. O třiadvacet let později, roku 1263, se opět hovoří o blučinském faráři Janovi, tentokrát s titulem mistra a je zároveň uváděn jako olomoucký kanovník. 
Jádro kostela je pozdně románské, ze třetí čtvrtiny 13. století.

## Bohoslužby
| Kostel                  | Místo   | Bohoslužba (den)   | Hodina                              | Poznámka     |
| ----------------------- | ------- | ------------------ | ----------------------------------- | ------------ |
| Nanebevzetí Panny Marie | Blučina | neděle úterý pátek | 10.30 17.30 (červenec – září 18.30) | farní kostel |

## Duchovní správci
Od 1. ledna 2020 je administrátorem Jaroslav Trávníček.
- administrátorem 1. 8. 2008 a následně farářem od 1. 8. 2011: P. Hynek Šmerda[2]
- září 1999 – srpen 2008: P. Lukasz Szendzielorz
- P. Jan Hodovský
- P. Martin Bejček
- P. Slavomír Bedřich
- P. Jiří Landa
- P. Jiří Cajzl
- P. Karel Fiala
- P. Karel Hugo
- P. František Hedbávný

## Aktivity ve farnosti
Výuka náboženství se koná na faře. Na 16. duben připadá Den vzájemných modliteb farností za bohoslovce a bohoslovců za farnosti brněnské diecéze. Adorační den se koná nejbližší neděli po 22. září.
Ve farnosti se pravidelně pořádá tříkrálová sbírka. V roce 2015 se při ní vybralo 62 560 korun.
Farnost se účastní projektu Noc kostelů. V roce 2019 při Noci kostelů byla mj. zpřístupněna věž kostela, hodiny a zvony.